# Apartment Therapy
Apartment Therapy — сайт, представляющий собой блог о стиле жизни, а также одноименное издательство, специализирующееся на домашнем дизайне и декоре. Сайт был основан в 2004 году, в настоящее время его возглавляет Максвелл Райан. Сопутствующий блог The Kitchn посвящен домашней кухне, дизайну кухни и развлечениям. Apartment Therapy выиграл премию Webby Award 2020 за стиль жизни в категории «Социальные сети»..

## История

### Начало 2000-х
Компания Apartment Therapy была основана в 2004 году братьями Максвеллом Райаном, дизайнером интерьеров, и Оливером Райаном, бизнесменом из новых медиа. Максвелл Райан, в прошлом учитель Вальдорфской школы, начал заниматься консультированием по дизайну в 2001 году. Вначале он создал еженедельный список адресов рассылки электронной почты, предлагая своим клиентам дальнейшие идеи декорирования, в частности, чтобы помочь им принять собственные дизайнерские решения. В 2004 году Максвелл Райан присоединился к Оливеру Райану, чтобы превратить список адресов электронной почты в ежедневный блог с советами по дизайну. Их заявленная цель заключалась в том, чтобы помочь читателям решать проблемы без подробного профессионального руководства, используя URL-адрес ApartmentTherapy.com.

### Рост
В середине 2000-х компания Apartment Therapy создала сайты-компаньоны, посвященные более конкретным темам, включая детский сайт под названием Ohdeedoh и блог на экологические темы Re-Nest. Максвелл Райан и его тогдашняя жена Сара Кейт Гиллингем-Райан, писатель-кулинар (с тех пор они расстались), также начали The Kitchn, страницу, посвященную рецептам и развлекательным советам. Разнообразие читателей также привело к тому, что Apartment Therapy запустила городские блоги для Лос-Анджелеса, Сан-Франциско, Чикаго, Бостона и Вашингтона.
По мере того как сайт стал более широко известен, Райан начал регулярно появляться в программах HGTV «Mission: Organization» и «Small Space, Big Style». Позже, Apartment Therapy был включен в списки лучших периодическими изданиями, в том числе журналом Time в 2008 году, Forbes в 2009 году и The Daily Telegraph в 2011 году.

### Консолидация
В начале 2012 года Apartment Therapy включила в основной сайт три своих дополнительных блога. Блог Ohdeedoh перешел на «Семейный канал» на ApartmentTherapy.com, блог Unplggd перешел в «технический канал», а блог Re-Nest был перемещен в категорию «Зеленая жизнь» на главной странице. Kitchn сохранил свой отдельный URL-адрес, но стал связан с сайтом Apartment Therapy.

## Особенности сайта
Помимо советов по дизайну, Apartment Therapy предлагает экскурсии по различным домам, во время которых читатели публикуют фотографии своих квартир и запрашивают предложения по конкретным улучшениям.
В 2005 году сайт провел свой первый ежегодный «Конкурс самых маленьких и самых крутых квартир», открытый только для жителей Нью-Йорка с жилым помещением площадью 500 квадратных футов или меньше. В следующем году Apartment Therapy заключила партнерское соглашение с производителем мебели Design Within Reach, чтобы расширить круг участников конкурса на всю страну и чтобы конкурс стал доступен для тех, у кого дом площадью не более 650 квадратных футов. Чтобы принять участие, читатели отправляли фотографии в одну из пяти категорий, от «крошечных» до «маленьких».
Согласно профилю 2006 года в The New York Times, Максвелл Райан и Сара Кейт Гиллингем-Райан использовали этот сайт для ведения блога о ремонте своей квартиры, которую они расширили с 265 квадратных футов до 700 квадратных футов [20].

### The Kitchn
Сайт-компаньон Apartment Therapy, The Kitchn, посвящен кулинарии, развлечениям и жизни на кухне. Редактором-основателем блога является Сара Кейт Гиллингем-Райан. Исполнительный редактор блога — Фейт Дюран.

## Книги
Компания Apartment Therapy по мотивам своего сайта опубликовала три книги с советами по улучшению дома:
- Apartment Therapy: The Eight-Step Home Cure («Apartment Therapy: сделать дом лучше за 8 шагов») (Bantam Books[англ.], 2006);
- Apartment Therapy Presents: Real Homes, Real People, Hundreds of Real Design Solutions («Apartment Therapy представляет: реальные дома, реальных людей, сотни реальных дизайнерских решений») (Chronicle Books[англ.], 2008);
- Apartment Therapy’s Big Book of Small, Cool Spaces («Большая книга маленьких классных мест от Apartment Therapy» (Clarkson Potter[англ.], 2010).

В книге Apartment Therapy: The Eight-Step Home Cure Райан собрал свои идеи о здоровом жилище, описав дом как продолжение самого себя.
В книге Apartment Therapy Presents: Real Homes, Real People, Hundreds of Real Design Solutions представлено 40 квартир, появившихся в ранее сделанных на сайте в обзорах домов. Каждый раздел представляет читателю жителя дома, а также полный обзор дома, включая планы этажей и объяснение того, как был достигнут общий эффект.
В книге Apartment Therapy’s Big Book of Small, Cool Spaces показаны 40 примеров того, как организовать жильё, чтобы максимально эффективно использовать площадь в небольшой квартире.